# Pier Paolo Capponi
Pier Paolo Capponi (ur. 9 czerwca 1938 w Subiaco, zm. 15 lutego 2018 w Torri in Sabina) – włoski aktor i scenarzysta filmowy oraz telewizyjny.

## Życiorys
Pier Paolo Capponi urodził się 9 czerwca 1938 w Subiaco. Po ukończeniu szkoły średniej oraz studiów uczęszczał do szkoły teatralnej. Pierwszy większy rozgłos przyniosła mu rola w filmie Vittorio De Seta Un uomo a metà. Jego kariera filmowa jest podzielona pomiędzy filmy autorskie (m.in. Paolo i Vittorio Taviani, Valerio Zurlini i Francesco Rosi) oraz filmy rodzajowe. Po 1977 roku Capponi grywał głównie w serialach i teatrze.

## Filmografia
- 1966: Il nostro agente a Casablanca jako Hermann von Heufen
- 1966: Due once di piombo jako Joe Kline
- 1966: Prawie człowiek (Un Uomo a metà) jako Ugo
- 1967: Mister X jako Mister X
- 1967: Wywrotowcy (I Sovversivi) jako Muzio
- 1968: Quella carogna dell’ispettore Sterling jako O’Neil
- 1968: Komandosi (Commandos) jako Corbi
- 1968: Roma come Chicago jako dyrektor supermarketu
- 1968: Siedzący po prawicy (Seduto alla sua destra) jako oficer
- 1969: I Ragazzi del massacro jako Marco Lamberti
- 1969: La Monaca di Monza jako Hrabia Taverna
- 1970: Scacco alla mafia jako Scott Luce
- 1970: Ludzie przeciwko sobie (Uomini contro) jako Por. Santini
- 1970: Le foto proibite di una signora per bene jako Peter
- 1970: E venne il giorno dei limoni neri jako Francesco
- 1970: Uccidete il vitello grasso e arrostitelo jako prywatny detektyw
- 1971: Był sobie glina... (Il était une fois un flic) jako Ugo
- 1971: Kot o dziewięciu ogonach (Il gatto a nove code) jako Spini
- 1972: Sette orchidee macchiate di rosso jako inspektor Vismara
- 1973: Vino e pane (TV) jako Pietro Spina
- 1973: Le Monache di Sant’Arcangelo jako Don Carlos
- 1973: Il boss jako Cocchi
- 1974: Delitto d’autore jako Marco Girardi
- 1974: La Badessa di Castro jako Monsignor Cittadini
- 1976: Dov'è Anna? (TV) jako komisarz Bramante
- 1980: Semmelweis (TV) jako Hebra
- 1980: L’enigma delle due sorelle (TV) jako sędzia
- 1981: La Casa rossa (TV) jako Egisto
- 1985: Mussolini i Ja (TV) jako Don Chiot
- 1989: Szampański Charlie (Champagne Charlie) (TV) jako M. de Ghuilain
- 1991: Sezon gigantów (A Season of Giants) (TV) jako Burchard
- 1992: Ośmiornica 6 (La Piovra 6 – L’ ultimo segreto) (TV) jako prokurator główny Mediolanu
- 1995: Lettre ouverte à Lili (TV) jako Luigi Zayani
- 1998: Tristan i Izolda (TV) jako Dinas
- 2002: I Banchieri di Dio jako Rosone
- 2003: La Diga (TV) jako Pino Ceschi